# Ludvig Fenger
Ludvig Peter Fenger (7. juli 1833 i Slots Bjergby – 9. marts 1905) var en dansk arkitekt og stadsarkitekt i København fra 1886 til 1904.

## Biografi
Han var søn af pastor Peter Andreas Fenger og fødtes i Slotsbjærgby præstegård. Han blev student fra Slagelse Latinskole 1852, tog året efter Anden Eksamen, blev murersvend 1854, gennemgik Kunstakademiet og fik 1866 den store guldmedalje for et Landarsenal. Samtidig arbejdede han som konduktør for M.G. Bindesbøll, Chr. Hansen og Ferdinand Meldahl og foretog flere udenlandsrejser, bl.a. på Akademiets store rejsestipendium 1867-1869. I Krigen 1864 deltog han som frivillig, blev såret og taget til fange. 1871
blev han medlem af Akademiet, var i en årrække assistent ved Bygningsskolen, var 1874-1882 Akademiets delegerede i bestyrelsen og ved ordningen af den
tekniske Skole, hvis bygning i Ahlefeldtsgade han opførte 1879-1881. Han blev professor 1880, docent ved Akademiet i arkitektur- og dekorationshistorie
1885, korresponderende medlem af Royal Institute of British Architects
1886, borgerrepræsentant 1885, men fratrådte denne stilling ved sin udnævnelse til stadsarkitekt 1886. I 1872 ægtede han Augusta Theodora Fenger, datter af pastor Johannes Ferdinand Fenger.
Ligesom Fenger, som det ses af ovenstående, har beklædt en række tillidsposter, således har han også haft lejlighed til at benytte og uddanne sine evner som arkitekt. Han har dels ombygget og dels fra nyt af tegnet et betydeligt antal privatbygninger, hvoriblandt Det Kjøbenhavnske Bygge-Selskabs ejendomme i Ny Adelgade, Hovedvagtsgade og Ny Østergade 1875-1877, herregårdene Tidselholt ved Svendborg og Rynkevang ved Kalundborg, den Suhrske stiftelse 1876-1877, Dronning Louises Børnehospital 1877-1879, Dronning Caroline Amalies Plejeforenings bygning i Gothersgade 1879-1880, det landøkonomiske
Forsøgslaboratorium ved Rolighedsvej 1882-1883, Stege Sukkerfabrik 1883-1885, Øksnehallen osv. Blandt hans offentlige, mere monumentale arbejder kan nævnes: Ombygningen af Holmens Kirke 1871-1872 og Børsbygningen 1877-1882, bygningen af Hyby Kirke i Skåne, Sankt Jakobs Kirke 1876-1878 og Sankt Matthæus Kirke 1877-1880, begge i København, Frederik 7.'s tårnmonument på Himmelbjerget, Vesterbros Politistation 1880-1882, Frederiksborg Amts Sygehus 1883-1884, det nye kvindefængsel på Nytorv 1889 samt forskellige københavnske kommuneskoler, som Jagtvejens, Rådmandsgades, Vestervoldgades og Husumsgades. For forskellige offentlige og
private institutioner har Fenger udarbejdet en del større projekter, som endnu ikke er kommet til udførelse, bl.a. til Københavns Rådhus, til et stort fængsel på Vesterfælled og til den elektriske centralstation [rådhusprojektet blev som bekendt ikke antaget; det er uklart om Vestre Fængsel eller noget elektricitetsværk blev opført efter Fengers tegninger]. Han deltog med held i adskillige konkurrencer, deriblandt til Det kongelige Teater i forbindelse med Hans J. Holm (2. præmie).
Fenger optrådte tillige som forfatter, først og fremmest til det illustrerede pragtværk Dorische Polychromie, en undersøgelse om farvernes anvendelse på det doriske Tempel, udkommet i Berlin 1886, dernæst til en række afhandlinger over arkitektoniske emner i forskellige tidsskrifter; han har tillige deltaget i udgivelsen af Høyens skrifter. Fenger var en lærd arkitekt, som kendte sit fags historiske udvikling fuldt ud; han var i sin produktion noget påvirket af engelsk arkitektur, hvorfor han ret naturlig ledede opførelsen af den engelske Kirke i København efter arkitekt Blomfields tegninger 1884-1886. Han har særlig med held arbejdet med gotiske murstensformer.
Han var Ridder af Dannebrog og Dannebrogsmand.

## Værker
- Laboratoriebygning til Lunds Universitet (1859, opført 1860 med facadeændring af Ludwig Hawerman)
- Kareen Ny Østergade/Hovedvagtsgade/Ny Adelgade, København (1872-76, for Det Kjøbenhavnske Bygge-Selskab)
- Den Kgl. Mønt, Holbergsgade, København (1873, sammen med Ferdinand Meldahl, fraflyttet 1923)
- Rynkevangsgård ved Kalundborg (1874)
- Tårnet på Himmelbjerget (1874)
- Tiselholt ved Svendborg (1874-76)
- Suhrs Friboliger, Valdemarsgade 5-7, København (1876-77, fredet)
- Sankt Jakobs Kirke, Østerbrogade 59, København (1876-78)
- Sankt Matthæus Kirke, Matthæusgade 31, København (1878-80)
- Dronning Louises Børnehospital, Øster Farimagsgade, København (1877-79 og 1890-92)
- Dronning Caroline Amalies kvindelige Plejeforening, Gothersgade 141, København (1878-80)
- Eget sommerhus Lille Mullerup, Skodsborg Strandvej 126, Skodsborg (1879)
- Sommerhuset Frederikslund for tømrermester C.F. Bock, Skodsborg Strandvej 130 (ca. 1880)
- Tilbygning til Københavns Arrest, Nytorv (1880)
- Det tekniske Selskabs Skole, Ahlefeldtsgade, København (1880-81)
- Sakristi til Holmens Kirke, København (1881)
- Svendsgades Politistation, København (1881-82)
- Skole, Ole Suhrs Gade 10, København (1882-83)
- Forsøgslaboratorium, KVL, Rolighedsvej, Frederiksberg (1882-85)
- Sukkerfabrikken, Stege (1883-84)
- Hillerød Amtssygehus (1883-84)
- St. Alban's English Church, Churchillparken, København (1885-87, efter tegning af A.W. Blomfield)

### Som stadsarkitekt i København
Skoler:
- Jagtvejens Skole, Jagtvej (1887-88, vinduer ændret, gymnastiksal nedrevet)
- Hellig Kors Kirkes Skole (1887-1890)
- Rådmandsgade Skole (1889)
- Den Classenske Legatskole, Vester Voldgade (1889-90, gymnastiksal nedrevet 2010)[2]
- Husumgades Skole (1889-90)
- Vibenshus Skole, Kertemindegade (1890-92, gymnastiksal nedrevet)
- Enghave Plads' Skole (1891-92)
- Larslejstrædes Skole (1891, 1901, tilbygning)
- Ekstra skole til Ryesgades Skole, senere Nielsen & Winther, Blegdamsvej 62 (1893-94)
- Enghavevej Skole (1894-95)
- Haderslevgades Skole (1898-99)
- Hans Tavsens Gades Skole (1901-02)
- Frederikssundsvejens Skole (1903-04)

Tekniske anlæg, hospitaler, infrastruktur mm.:
- Udvidelse af Københavns Vandværk og portnerbolig, Studiestræde (1886-89, fredet 2009)
- Københavns Hovedbrandstation (1889-92, fredet)
- Gothersgade Elektricitetsværk, Gothersgade (1890-92 og 1901, nedrevet 2008)
- Lysstandere til elektrisk lys, Kongens Nytorv og Kampmannsgade (1892, sammen med Ludvig Clausen)
- Vestre Fængsel (1892-95)
- Pumpestationen i Præstøgade (1894)
- Sundby Hospital (1894-96, udvidet 1902)
- Vestre Elektricitetsværk, Tietgensgade (1896-98, sammen med Ludvig Clausen)
- Kapel og lighus, Blegdamshospitalet (1898, nedrevet)
- 2 kloakpumpestationer, Kløvermarksvej og baneterrænet ved Ingerslevsgade (1899-1901)
- Østerbro Brandstation (1900-01, sammen med Ludvig Clausen, vinduer ændret og porte udvidet)
- Brandalarmskabe (1901)
- Underjordiske nødtørftsanstalter på Rådhuspladsen, Amagertorv, Vesterbros Torv og i Nyhavn (1901)
- Østre Elektricitetsværk, Øster Allé (1901-02, sammen med Ludvig Clausen)
- Kapel på Holmens Kirkegård, København (1902)
- Kloakpumpestation, Scherfigsvej (1902)
- Flere bygninger på Øresundshospitalet, nu bl.a. Boldklubben af 1893 (1902-04)
- Brandstation, Kløvermarksvej (1903-04, sammen med Ludvig Clausen)

### Projekter
- Det kongelige Teater (1871, 2. præmie, sammen med Hans J. Holm)
- Familiestère bag Helligkorskirkens Skole (1903)

### Restaureringer og ombygninger
- Holmens Kirke (1871-73)
- Børsen (1878-83)

### Skriftlige arbejder
- Dorische Polychromie, 1886. (Digitalisat Bibliothek Universität Heidelberg)
- Thorvaldsens Museums Historie, 1892 (sammen med Chr. Bruun).
- Le Temple etrusco-latin de l'Italie, udg. posthumt ved C. Jørgensen, 1909.